# Gramática del euskera
El euskera es la lengua hablada por los vascos, en la Comunidad Autónoma Vasca, la Comunidad Foral de Navarra y una pequeña región del suroeste de Francia (el conjunto de estos tres territorios se denomina Euskal Herria), en Europa occidental. La forma estandarizada de esta lengua es lo que puede denominarse «vasco unificado», en euskara batua (de bat: uno, batu: unir). Este artículo pretende ser un bosquejo de este último. El verbo vasco se encuentra en un artículo diferente.

## Morfosintaxis

### La oración
La oración puede ser simple o compuesta.
También existen oraciones impersonales.
- Euria ari du.

Está lloviendo.
También puede encontrarse la elipsis del sintagma verbal, especialmente en frases hechas y en el refranero:
- Zozoak beleari ipurbeltz.

El tordo (le dice) al cuervo «culo negro».

### Sintagma nominal
El «sintagma nominal», en euskera, está estructurado de forma diferente a la mayoría de las oraciones de las lenguas indoeuropeas.

### El género
El género no existe como marca específica en el sintagma nominal, aunque sí en el verbo.

### Artículos, determinantes y cuantificadores
Los determinantes y cuantificadores tienen un papel prioritario en la estructura de los sintagmas del euskera. Los elementos claves que llamamos "artículos" son mejor tratados como un subconjunto de los determinantes.
| Algunos determinantes | Algunos determinantes | Algunos determinantes                              | Algunos cuantificadores | Algunos cuantificadores                                                     |
| --- | --- | -------------------------------------------------- | --- | --------------------------------------------------------------------------- |
| - -a, -a (r)- Artículo singular - -ak, -e- Artículo plural - -ok, -o- Artículo plural proximal - -(r) ik Artículo negativo o partitivo | - hau, hon- 'este, esta' - hauek, haue- 'estos, estas' - hori, horr- 'ese, esa' - horiek, horie- 'esos, esas' - hura, har- 'aquel, aquella' - haiek, haie- 'aquellos, aquellas' | - zein '¿cuál?' - zer, ze '¿qué?' - beste 'otro/a' | - batzuk, batzue- 'algunos' - zenbait 'algo' - asko 'mucho' - anitz 'muchos' - gutxi 'poco' - guzti 'todo' - zenbat 'cuanto' - hainbeste 'tanto/tantos' | - bat 'uno, un' - bi 'dos' - hiru 'tres' - lau 'cuatro' - bost 'cinco' etc. |
| Los "artículos" toman la forma de sufijos. Mirad la descripción siguiente de sus empleos. Las formas -a, -ak, -ok corresponden al caso absolutivo; en otros casos, se emplean -a (r)-, -e-, -o- seguidos de un sufijo de caso. El artículo negativo, a menudo llamado sufijo partitivo, no se combina con sufijos de caso. Con respecto a los ejemplos abajo mostrados, estos elementos son denominados ART. | Las raíces demostrativas, como los artículos y a diferencia de otros elementos nominales, muestran alomorfos irregulares entre singular y plural y, en el singular, entre el absolutivo (hau, hori, hura) y otros casos (hon-, horr-, har-). Las mismas formas funcionan tanto como determinantes y demostrativos como también como pronombres demostrativos. |                                                    | |                                                                             |

| Los artículos -a,-ak, -ok, -(r) ik ", demostrativos " hau, hori, hura " y algunos de los cuantificadores que siguen al sustantivo determinan o cuantifican | - etxea 'la casa' [casa-ART] - etxeak 'las casas' [casa-ART] - etxe hau 'esta casa' [casa esta] - etxe horiek 'esas casas' [casa esas] - etxe haiek 'aquellas casas' [casa aquellas] - etxe bat 'una casa' [casa una] - etxe batzuk '(alg)unas casas' [casa unas]                                                   |
| Otros determinantes y cuantificadores, incluyendo beste 'otros', interrogativos y numerales van delante o detrás del sustantivo (dependiendo del dialecto). | - zein etxe? '¿Cuál/es casa/s?' [cuál casa] - zenbat etxe? '¿Cuánta/s casa/s?' [cuántas casa] - zenbait etxe 'Algunas casas' [alguna casa] - hiru etxe 'Tres casas' [tres casa] - bi etxe / etxe bi 'Dos casas' (variantes dialectales) [dos casa o casa dos]                                                       |
| Un sintagma nominal normal tiene como núcleo sintáctico un nombre común y debe contener cualquiera de los dos (sólo un) determinante o (sólo un) cuantificador, y no ambos, como aparece en los ejemplos. Sin embargo, los números pueden ir acompañados de un determinante.             | - hiru etxeok 'estas / esas (cercano) tres casas' [tres casa-ART] - hiru etxe haiek 'aquellas (distancia) tres casas' [tres casa aquellas] - Zein hiru etxe? '¿Qué tres casas?' [qué tres casa?] - zazpi kale 'siete calles' [siete calle]; Zazpi Kaleak 'Las Siete Calles' [siete calle-ART]                       |
| Los artículos beste 'otro' y guzti 'todos' no 'llenan' el determinante o la posición del cuantificador y por lo tanto requieren un artículo, otro determinante o cuantificador. | - beste etxea 'la otra casa' [otra casa-ART] - beste etxe bat 'otra casa' [otra casa un] - etxe guztiak 'Todas las casas' [casa todo-ART] |
| El artículo -a,-ak se interpreta como la falta del determinante, obligatorio con un nombre común en ausencia de otro determinante o cuantificador. | - etxea '(la) casa' [casa-ART] - etxeak '(las) casas' [casa-ART] - Nola esaten da euskaraz "casa"? — "Etxea". '¿Cómo se dice "casa" en vasco? — "Etxe(a)".' |
| El artículo -(r)ik, tradicionalmente llamado sufijo partitivo (cf. francés de, d' en "pas de temps, pas d'argent"), sustituye -a,-ak en contextos negativo-polares, sobre todo con sintagmas nominales indefinidos en oraciones negativas. Nunca es tratado gramaticalmente como plural. | - etxerik 'ninguna casa(s)' - Ba al daukazu etxerik? '¿Tienes casa?' - Hemen ez dago etxerik. 'Aquí no hay ninguna casa, aquí no hay casas' - No: *Hemen ez daude etxerik. 'Aquí no hay casas' |
| Un sintagma nominal con un sustantivo propio o un pronombre como núcleo sintáctico no lo necesita y, por lo general, no contiene determinante o un cuantificador. | - Andoni 'Antonio' - Tokio 'Tokio' - Wikipedia 'Wikipedia' - ni 'Yo, me' - nor? '¿Quién?' |
| La ausencia de cualquier determinante o cuantificador de núcleo sintáctico común en un sintagma nominal es solo posible en ciertos contextos específicos, p.ej. en ciertos tipos de predicado o en algunas expresiones circunstanciales.                                                 | - Lehendakari izendatuko dute. 'Lo designarán (como) presidente.' [(Ellos) Designarán al presidente.] - Bilbora joan zen irakasle. 'Fue a Bilbao (a trabajar) como profesor.' [(Él / Ella) Fue a Bilbao profesor(a).] - eskuz 'a mano' [mano (esku) + a (-z)] - sutan 'en fuego, ardiendo' [fuego (su) + en (-tan)] |

### Construcciones genitiva y adjetival
| Para expresar posesión o pertenencia, el sintagma nominal en caso genitivo del poseedor precede a lo poseído. | - Koldoren etxea 'la casa de Koldo' - nire etxea 'mi casa' - basoko etxea 'la casa del bosque' |
| El sintagma nominal de lo poseído retiene los mismos rasgos de determinación y cuantificación descritos más arriba para los sintagmas nominales en general.                                                                     | - Koldoren etxeak 'las casas de Koldo' [Koldo-de casa-ART] - Koldoren etxe hori 'esa casa de Koldo' [Koldo-de casa esa] - Koldoren etxe bat 'una casa de Koldo' [Koldo-de casa una] - Koldoren zein etxe? '¿Cuál casa de Koldo?' [Koldo-de cuál casa]                                                         |
| El núcleo sintáctico nominal de un sustantivo nominal posesivo puede ser omitido. En ese caso se retiene el artículo u otro determinante que queda unido al elemento genitivo.                                                  | - Koldorena 'la de Koldo (p.ej. casa)' [Koldo-de-ART] - Koldorenak 'las de Koldo (p.ej. casas)' [Koldo-de-ART] - Etxe hau Koldorena da 'Esta casa es la de Koldo' [casa esta Koldo-de-ART es] - Nireak gorriak dira. 'Las mías son rojas' [Mi-ART roja-ART son]                                               |
| Los sintagmas nominales se convierten en genitivos por la adición de uno o dos sufijos de caso genitivo, -(r)en o -(e)ko → de (ver más abajo en los sufijos de declinación).                                                    | - Koldo → Koldoren - Paris → Parisko - etxe-a 'casa' → etxearen, etxeko (significados no intercambiables) |
| La formación del genitivo de los pronombres personales es irregular. | - ni 'yo' → nire 'mi' |
| -(e)ko (o -go) pueden ser sufijados a un amplio campo de otras frases o palabras, muchas de las cuales en función adverbial, para formar expresiones adjetivales que se comportan sintácticamente como sustantivos en genitivo. | - atzoko lana 'el trabajo de ayer' [ayer-ko trabajo-ART] - hemengo etxeak 'las casas de aquí' [aquí-ko casa-ART] - oinezko bidaia bat 'un viaje a pie' [pie-a-ko viaje un] - Tokiorako bidaia bat 'un viaje a Tokio' [Tokio-a-ko viaje un] - bi urteko haur hori 'ese niño de dos años' [dos año-ko niño ese] |

### Adjetivos
| El adjetivo, en contraste con las expresiones adjetivales (ver más arriba), sigue inmediatamente al sustantivo pero precede a cualquier artículo, determinante o cuantificador. | - etxe gorri bat 'una casa roja' [casa roja una] - etxe txikia '(la/una) casa pequeña' [casa pequeña-ART] - etxe zuriak '(las/unas) casas blancas' [casa blanca-ART] - nire etxe txikia 'mi pequeña casa' [mi casa pequeña-ART]                                                                    |
| Cuando los adjetivos, adjetivales o genitivos son usados como predicados, toman normalmente el artículo (singular -a, plural -ak).                                              | - Etxe hau txikia da. 'Esta casa es pequeña.' [casa esta pequeña-ART es] - Etxe hauek txikiak dirá. 'Estas casas son pequeñas.' [casa estas pequeña-ART son] - Ogi hau atzokoa da. 'Este pan es de ayer.' [pan este ayer-ko-ART es] - Etxe hau nirea da. 'Esta casa es mía.' [casa esta mi-ART es] |

### Número
| El vasco tiene tres números gramaticales: singular, plural e indeterminado. El plural sucede en dos partes de la gramática vasca: en varios pronombres, determinantes y cuantificadores, y en los indicadores de argumento de los verbos El 'indeterminado' se emplea en la declinación cuando no se necesita especificar el singular o el plural, porque es un nombre propio, porque va acompañado de un numeral o de otra palabra en singular o plural, o porque el uso no lo considera necesario. Sustantivos y adjetivos son en sí indeterminados para el número: por ejemplo, etxe significa indiferentemente 'casa' o 'casas'. Sin embargo, puesto que un sustantivo como etxe raramente aparece solo y normalmente aparece dentro de un sintagma nominal con un determinante o un cuantificador, este elemento indicará su número. | etxea 'casa' | (singular por medio de -a) |
| El vasco tiene tres números gramaticales: singular, plural e indeterminado. El plural sucede en dos partes de la gramática vasca: en varios pronombres, determinantes y cuantificadores, y en los indicadores de argumento de los verbos El 'indeterminado' se emplea en la declinación cuando no se necesita especificar el singular o el plural, porque es un nombre propio, porque va acompañado de un numeral o de otra palabra en singular o plural, o porque el uso no lo considera necesario. Sustantivos y adjetivos son en sí indeterminados para el número: por ejemplo, etxe significa indiferentemente 'casa' o 'casas'. Sin embargo, puesto que un sustantivo como etxe raramente aparece solo y normalmente aparece dentro de un sintagma nominal con un determinante o un cuantificador, este elemento indicará su número. | etxeak 'casas' | (plural por -ak) |
| El vasco tiene tres números gramaticales: singular, plural e indeterminado. El plural sucede en dos partes de la gramática vasca: en varios pronombres, determinantes y cuantificadores, y en los indicadores de argumento de los verbos El 'indeterminado' se emplea en la declinación cuando no se necesita especificar el singular o el plural, porque es un nombre propio, porque va acompañado de un numeral o de otra palabra en singular o plural, o porque el uso no lo considera necesario. Sustantivos y adjetivos son en sí indeterminados para el número: por ejemplo, etxe significa indiferentemente 'casa' o 'casas'. Sin embargo, puesto que un sustantivo como etxe raramente aparece solo y normalmente aparece dentro de un sintagma nominal con un determinante o un cuantificador, este elemento indicará su número. | etxe hau 'esta casa'                                                                                              | (singular por hau) |
| El vasco tiene tres números gramaticales: singular, plural e indeterminado. El plural sucede en dos partes de la gramática vasca: en varios pronombres, determinantes y cuantificadores, y en los indicadores de argumento de los verbos El 'indeterminado' se emplea en la declinación cuando no se necesita especificar el singular o el plural, porque es un nombre propio, porque va acompañado de un numeral o de otra palabra en singular o plural, o porque el uso no lo considera necesario. Sustantivos y adjetivos son en sí indeterminados para el número: por ejemplo, etxe significa indiferentemente 'casa' o 'casas'. Sin embargo, puesto que un sustantivo como etxe raramente aparece solo y normalmente aparece dentro de un sintagma nominal con un determinante o un cuantificador, este elemento indicará su número. | etxe hauek 'estas casas'                                                                                          | (plural por hauek) |
| El vasco tiene tres números gramaticales: singular, plural e indeterminado. El plural sucede en dos partes de la gramática vasca: en varios pronombres, determinantes y cuantificadores, y en los indicadores de argumento de los verbos El 'indeterminado' se emplea en la declinación cuando no se necesita especificar el singular o el plural, porque es un nombre propio, porque va acompañado de un numeral o de otra palabra en singular o plural, o porque el uso no lo considera necesario. Sustantivos y adjetivos son en sí indeterminados para el número: por ejemplo, etxe significa indiferentemente 'casa' o 'casas'. Sin embargo, puesto que un sustantivo como etxe raramente aparece solo y normalmente aparece dentro de un sintagma nominal con un determinante o un cuantificador, este elemento indicará su número. | etxe bat 'una casa'                                                                                               | (singular por bat) |
| El vasco tiene tres números gramaticales: singular, plural e indeterminado. El plural sucede en dos partes de la gramática vasca: en varios pronombres, determinantes y cuantificadores, y en los indicadores de argumento de los verbos El 'indeterminado' se emplea en la declinación cuando no se necesita especificar el singular o el plural, porque es un nombre propio, porque va acompañado de un numeral o de otra palabra en singular o plural, o porque el uso no lo considera necesario. Sustantivos y adjetivos son en sí indeterminados para el número: por ejemplo, etxe significa indiferentemente 'casa' o 'casas'. Sin embargo, puesto que un sustantivo como etxe raramente aparece solo y normalmente aparece dentro de un sintagma nominal con un determinante o un cuantificador, este elemento indicará su número. | etxe batzuk 'unas casas'                                                                                          | (plural por batzuk) |
| El vasco tiene tres números gramaticales: singular, plural e indeterminado. El plural sucede en dos partes de la gramática vasca: en varios pronombres, determinantes y cuantificadores, y en los indicadores de argumento de los verbos El 'indeterminado' se emplea en la declinación cuando no se necesita especificar el singular o el plural, porque es un nombre propio, porque va acompañado de un numeral o de otra palabra en singular o plural, o porque el uso no lo considera necesario. Sustantivos y adjetivos son en sí indeterminados para el número: por ejemplo, etxe significa indiferentemente 'casa' o 'casas'. Sin embargo, puesto que un sustantivo como etxe raramente aparece solo y normalmente aparece dentro de un sintagma nominal con un determinante o un cuantificador, este elemento indicará su número. | hiru etxe 'tres casas'                                                                                            | (plural por hiru) |
| | etxez etxe 'de casa en casa'                                                                                      | (indeterminado) |
| Los verbos transitivos añaden un sufijo o un infijo, p.ej. -it-, cuando el objeto del verbo es plural. | osaba bat dut 'tengo un tío' [tío uno tengo]                                                                      | hiru osaba ditut 'tengo tres tíos' [tres tío tengo]                                                                           |
| Muchos determinantes, incluyendo el artículo, tienen distintas formas en singular y plural (terminando las últimas en una k en el caso absolutivo, citado aquí). Muchos cuantificadores (excepto bat y batzuk) no muestran tal variación morfológica , pero muchos (incluyendo los numerales mayores de 'uno', por supuesto) tienen intrínsecamente significado léxico plural. | Singular: - -a (artículo) - hau, hori, hura (demostrativos) - bat (cuantificador)                                 | Plural: - -ak, -ok (artículos) - hauek, horiek, haiek (demostrativos) - batzuk (cuantificador) - bi, hiru, lau... (numerales) |
| A veces el número gramatical queda indeterminado y la traducción dependerá del contexto general, o del tipo lexical o semántico de la palabra: | - Zein etxe? '¿Cuál casa?' o '¿Cuáles casas?'                                                                     | - Zein etxe? '¿Cuál casa?' o '¿Cuáles casas?'                                                                                 |
| | - Zenbat esne? '¿Cuánta leche?' (esne no se puede contar) - Zenbat etxe? '¿Cuántas casas?' (etxe se puede contar) | |

### Pronombres y adverbios

#### Pronombres personales
Los pronombres personales distinguen tres personas y dos números. Zu debe haber sido el pronombre de la segunda persona plural, pero se ha transformado en el singular educado, habiendo desplazado a hi a situaciones de marcada familiaridad (p.ej. entre amigos). Zuek representa una repluralización derivada de zu y es ahora el único pronombre de la segunda persona plural. 
| Proto-sistema reconstruido                | Sistema actual                                                                                 |
| ----------------------------------------- | ---------------------------------------------------------------------------------------------- |
| hi 'tú (singular)' zu 'vosotros (plural)' | hi 'tú (singular 'familiar')' zu 'usted (singular 'educado')' zuek 'vosotros/ustedes (plural)' |

La función de pronombre personal de tercera persona la cumplen los pronombres demostrativos o sus equivalentes enfáticos en ber-.
| Singular                                                                                                  | Plural |
| --- | --- |
| ni 'yo' hi 'tú ('familiar')' zu 'tú ('educado' o 'neutro'), usted' hau, hori, hura, bera 'él, ella, ello' | gu 'nosotros, nosotras' zuek 'vosotros, vosotras, ustedes' hauek, horiek, haiek, bera (ie) k, eurak... 'ellos, ellas' |

Junto a estos pronombres personales ordinarios hay otros enfáticos o intensivos, cuyas formas varían considerablemente entre los dialectos, p.ej. para la primera persona singular: neu, nerau, neroni o nihaur 'yo mismo'.

#### Pronombres demostrativos
Los determinantes demostrativos pueden ser usados pronominalmente (como todos los determinantes excepto los artículos). Hay también demostrativos enfáticos que empiezan por ber-. 
|            | Singular                                                 | Plural                                                                  |
| ---------- | -------------------------------------------------------- | ----------------------------------------------------------------------- |
| Ordinarios | hau 'este' hori 'ese' hura 'aquel'                       | hauek 'estos' horiek 'esos' haiek 'aquellos'                            |
| Intensivos | berau 'este mismo' berori 'ese mismo' bera 'aquel mismo' | berauek 'estos mismos' beroriek 'esos mismos' beraiek 'aquellos mismos' |

#### Otros pronombres y adverbios correlativos
|                | Pronombres                                       | Adverbios de lugar                      | Adverbios de modo                                                                                               | Adverbios de tiempo                 |
| -------------- | ------------------------------------------------ | --------------------------------------- | --- | ----------------------------------- |
| Demostrativos  | (ver arriba)                                     | - hemen 'aquí' - hor 'ahí' - han 'allí' | - honela 'como esto', 'de este modo' - horrela 'como eso', 'de ese modo' - hala 'como aquello', 'de aquel modo' | - orain 'ahora' - orduan 'entonces' |
| Interrogativos | - Nor? '¿Quién?' - Zer? '¿Qué?' - Zein? '¿Cual?' | - Non? '¿(En) Dónde?'                   | - Nola? '¿Cómo?'                                                                                                | - Noiz? '¿Cuándo?'                  |
| Indefinidos    | - norbait 'alguien' - zerbait 'algo'             | - nonbait ' en alguna parte'            | - nolabait 'de alguna manera'                                                                                   | - noizbait 'alguna vez'             |
| Negativos      | - inor ez 'nadie' - ezer ez 'nada'               | - inon ez 'en ninguna parte'            | - inola ez 'de ningún modo'                                                                                     | - inoiz ez 'nunca'                  |

#### Formas adicionales
- Los pronombres demostrativos y los adverbios pueden recibir el sufijo -xe que les añade énfasis, p.ej.: hauxe, hementxe, oraintxe... 'esto mismo, aquí mismo, ahora mismo...'.

- Los pronombres pueden ser declinados en todos los casos (ver declinación). Los pronombres personales y demostrativos presentan alomorfia entre los casos absolutivo y 'cero'. Los adverbios pueden ser adjetivizados añadiéndoles -ko/-go, y algunos pueden tomar también sufijos locativos.

- Hay dos series más de indefinidos: edonor, edonon,... (cualquiera, en cualquier parte,...), y nornahi, nonnahi... (quienquiera que sea, dondequiera que sea,...).

- Los pronombres y adverbios negativos se forman añadiéndoles ez 'no': inor ez 'nadie', o integrándoles en una frase negativa: Ez dut inor ezagutzen 'No conozco a nadie' (= No he nadie conociendo).

### Declinación

#### Casos gramaticales
Excepto en el caso absolutivo o 'caso cero', caracterizado (al menos en singular) por la falta de una terminación de caso, el sintagma nominal vasco va seguido por un sufijo de caso que especifica la relación entre el sintagma nominal y la proposición, esto es haciendo aproximadamente la función de la preposición. Se muestran aquí los casos más básicos, divididos por conveniencia en tres grupos: nuclear, local (o locativo), y otros. 
Los sufijos de caso están unidos a cualquier elemento (sustantivo, adjetivo, determinante...) que sea el último del sintagma nominal (según las reglas ya dadas). Las diferentes formas o "declinaciones" de las tablas siguientes están en relación con la naturaleza del elemento nominal al que están unidas, como se explica más abajo. 
| Nombre     | Nombre vasco | Significado/Uso                     | Formas ("declinaciones") | Formas ("declinaciones") | Formas ("declinaciones") | Formas ("declinaciones") |
| Nombre     | Nombre vasco | Significado/Uso                     | 1                        | 2                        | 3                        | 4                        |
| ---------- | ------------ | ----------------------------------- | ------------------------ | ------------------------ | ------------------------ | ------------------------ |
| Absolutivo | Nor          | Sujeto intransitivo; objeto directo | -a                       | -ak                      | —                        | —                        |
| Ergativo   | Nork         | Sujeto transitivo                   | -ak                      | -ek                      | -(e)k                    | -(e)k                    |
| Dativo     | Nori         | receptor o afectado: 'a', 'para'    | -ari                     | -ei                      | -(r)i                    | -(r)i                    |

| Nombre            | Nombre vasco | Significado/Uso                                        | Formas ("declinaciones") | Formas ("declinaciones") | Formas ("declinaciones") | Formas ("declinaciones") |
| Nombre            | Nombre vasco | Significado/Uso                                        | 1                        | 2                        | 3                        | 4                        |
| ----------------- | ------------ | ------------------------------------------------------ | ------------------------ | ------------------------ | ------------------------ | ------------------------ |
| Inesivo           | Non          | lugar donde/tiempo cuando: 'en'                        | -(e)an                   | -etan                    | -(e)tan                  | -(e)n                    |
| Adlativo          | Nora         | hacia: 'a' (dirección)                                 | -(e)ra                   | -etara                   | -(e)tara                 | -(r)a                    |
| Ablativo          | Nondik       | desde donde/a través de: 'desde', 'por', 'a través de' | -(e)tik                  | -etatik                  | -(e)tatik                | -tik/-dik                |
| Genitivo locativo | Nongo        | pertenencia: 'de'                                      | -(e)ko                   | -etako                   | -(e)tako                 | -ko/-go                  |

| Nombre            | Nombre vasco | Significado/Uso                                  | Formas ("declinaciones") | Formas ("declinaciones") | Formas ("declinaciones") | Formas ("declinaciones") |
| Nombre            | Nombre vasco | Significado/Uso                                  | 1                        | 2                        | 3                        | 4                        |
| ----------------- | ------------ | ------------------------------------------------ | ------------------------ | ------------------------ | ------------------------ | ------------------------ |
| Genitivo posesivo | Noren        | posesivo/genitivo: 'de'                          | -aren                    | -en                      | -(r)en                   | -(r)en                   |
| instrumental      | Zerez        | medio: 'por', 'de', 'sobre'                      | -az                      | -ez                      | -(e)z, -(e)taz           | -(e)z, -(e)taz           |
| Comitativo        | Norekin      | acompañamiento: 'con'                            | -arekin                  | -ekin                    | -(r)ekin                 | -(r)ekin                 |
| Benefactivo       | Norentzat    | beneficiario: 'para'                             | -arentzat                | -entzat                  | -(r)entzat               | -(r)entzat               |
| Causativo         | Norengatik   | causa, razón o valor: 'por', '(en cambios) para' | -a(ren)gatik             | -engatik                 | -(r)engatik              | -(r)engatik              |

#### Columnas de formas de caso ("declinaciones")
Las cuatro columnas, 1 a 4, de las tablas precedentes tienen los siguientes usos y características: 
| Columna | Tipo            | Explicación | Ejemplos |
| ------- | --------------- | --- | --- |
| 1       | SINGULAR        | Representa la combinación del artículo singular -a con los sufijos de caso. Nótese sin embargo la ausencia formal del morfema -a- en los casos locales. La -(e)- en los casos locales aparece cuando sigue a consonante. | - mendia, mendiak, mendiari, mendian, mendira... (mendi 'montaña') - zuhaitza, zuhaitzak, zuhaitzari, zuhaitzean, zuhaitzera... (zuhaitz 'árbol')                                                      |
| 2       | PLURAL          | Representa la combinación del artículo plural -ak con los sufijos de caso. Nótese el artículo plural pre-sufijal alomorfo -eta- (en casos locales) y -e- (en otras partes). | - mendiak, mendiek, mendiei, mendietan, mendietara... - zuhaitzak, zuhaitzek, zuhaitzei, zuhaitzetan, zuhaitzetara...                                                                                  |
| 3       | INDETERMINADO   | Se usa cuando se acompaña con algún determinador o cuantificador (p.ej. Zein menditan? '¿En qué montaña?', zuhaitz askori 'a muchos árboles') o cuando el uso no requiere cuantificar (p.ej. oinez y sutan más arriba). La -(e)- y la -(r)- aparecen cuando algunos sufijos siguen a una consonante o a una vocal, respectivamente. Nótese también el presufijo -(e)ta- en los sufijos de caso locales en esta columna. | - mendi, mendik, mendiri, menditan, menditara... - zuhaitz, zuhaitzek, zuhaitzi, zuhaitzetan, zuhaitzetara...                                                                                          |
| 4       | NOMBRES PROPIOS | Usada con nombres propios. Es idéntica a la 3 excepto en los casos locales. Esta columna contiene las formas más básicas de cada sufijo de caso. Las formas locales -dik y -go se emplean tras una consonante sonora distinta de r. | - Tokio, Tokiok, Tokiori, Tokion, Tokiora, Tokiotik, Tokioko... - Paris, Parisek, Parisi, Parisen, Parisa, Paristik, Parisko... - Dublin, Dublinek, Dublini, Dublinen, Dublina, Dublindik, Dublingo... |

De lo expuesto arriba, se deduce que las características formales esenciales de los casos vascos son las que aparecen en la siguiente tabla:
| NUCLEAR           | NUCLEAR   |
| ----------------- | --------- |
| Absolutivo        | —         |
| Ergativo          | -k        |
| Dativo            | -i        |
| LOCAL             |           |
| Inesivo           | -n        |
| Adlativo          | -(r) a    |
| Ablativo          | -tik      |
| Genitivo local    | -ko       |
| OTRO              |           |
| Genitivo posesivo | -en       |
| Instrumental      | -z        |
| Comitativo        | -ekin     |
| Benefactivo       | -en-tzat  |
| Causa etc.        | -en-gatik |

#### Declinación de pronombres personales, demostrativos ybat, batzuk
La aplicación de estos sufijos a cualquier palabra es, en su mayor parte, muy regular. En esta sección veremos las principales excepciones. 
Los pronombres personales ni, hi, gu, zu forman sus posesivos genitive añadiendo -re en lugar de -ren: nire, hire, gure, zure. Estos son los posesivos: 
| Singular | Plural                                                                                         |
| --- | ---------------------------------------------------------------------------------------------- |
| nire 'mi, mío/a' hire 'tu, tuyo/a (muy familiar)' zure 'tu (educado o neutro), su (de usted)' haren, beraren 'su (de él, de ella)' bere 'su (reflexivo)' | gure 'nuestro/a' zuen 'vuestro/a, de ustedes' haien, beraien 'suyo/a' beren 'suyo (reflexivo)' |

Como ya hemos visto, cada demostrativo tiene tres raíces: una para el absolutivo singular (hau, hori, hura), otra para los demás casos de singular (hon-, horr-, har-), y otra para todos los casos de plural (haue-, horie-, haie-). En plural, toman una -k en el absolutivo, como hace batzuk 'algunos').
| Singular absolutivo                          | Singular (otros)                                                                                | Plural absolutivo                   | Plural (otros)                                                                                               |
| -------------------------------------------- | ----------------------------------------------------------------------------------------------- | ----------------------------------- | --- |
| hau 'este' hori 'ese' hura 'aquel' bat 'uno' | honek, honi, honetan... horrek, horri, horretan... hark, hari, hartan... batek, bati, batean... | hauek horiek haiek batzuk 'algunos' | hauek, hauei, hauetan... horiek, horiei, horietan... haiek, haiei, haietan... batzuek, batzuei, batzuetan... |

#### Casos de lugar de seres animados
Cuando los sufijos de caso expuestos arriba se aplican a una persona o un animal, los casos inesivo, adlativo o ablativo adoptan el "presufijo" -gan, o con el genitivo -rengan, quedando los casos: inesivo -gan, adlativo -gana y ablativo -gandik ; ej. nigan 'en mí', irakaslearengana 'a donde el maestro' (irakasle 'maestro'), zaldiengandik 'de/desde los caballos' (zaldi 'caballo'), haur horrengandik 'de/desde ese niño', Koldorengana 'a donde Koldo'.

#### Casos compuestos
Además de las formas básicas de caso vistas arriba, hay formas que derivan de ellas añadiendo otros sufijos. Algunas de estas formas adicionales expresan relaciones más matizadas; otras tienen el mismo significado, siendo variantes dialectales o estilísticas. Varios ejemplos:
| Caso básico                   | Casos compuestos                                                                |
| ----------------------------- | ------------------------------------------------------------------------------- |
| ADLATIVO: -ra 'a -'           | - -rat, (dialectal) 'a, hacia' - -rantz 'hacia' - -raino 'hasta' - -rako 'para' |
| ABLATIVO: -tik 'de/desde -'   | - -tikan, (dialectal) mismo significado                                         |
| COMITATIVO: -ekin 'con'       | - -ekila(n), (dialectal) mismo significado - -ekiko 'en relación con -'         |
| BENEFACTIVO: -entzat 'para -' | - -entzako, (dialectal) mismo significado                                       |

#### Adjetivación por-ko
El sufijo -ko (ver arriba) puede ser añadido a algunas formas de caso para hacer la función sintáctica de adjetivo.
| Caso         | Uso primario                                                           | Uso adjectival |
| ------------ | ---------------------------------------------------------------------- | --- |
| Adlativo     | - Errepide honek Bilbora darama. 'Este camino lleva a Bilbao.'         | - Bilborako errepidea berria da. 'El camino a Bilbao es nuevo.' [Bilbo-ra-ko: Bilbao-a-ko]                                             |
| Instrumental | - Liburu hau euskaraz dago. 'Este libro está en vasco.'                | - Badauzkate euskarazko liburuak. 'Tienen libros vascos (= que están en vasco).' [euskara-z-ko: Vasco-INSTRUMENTAL-ko]                 |
| Benefactivo  | - Liburu hori haurrentzat idatzi nuen. 'Escribí ese libro para niños.' | - Haurrentzako liburuak idazten ditut. 'Escribo libros de niños (= libros para niños).' [haurr-entza (t)-ko: niño-para. PLURAL.ART-ko] |

Tales formas adjetivadas pueden ser usadas sin sustantivo de referencia, y en ese caso debe aparecer con un artículo sufijado (que sustituye al sustantivo), ej. haurrentzakoa '(cosa) para niños' [niño-para. PLURAL.ART-ko-ART], haurrentzakoak '(cosas) para niños' [niño-para. PLURAL.ART-ko-PLURAL. ART]. Tales formas adjetivadas nominalizadas pueden admitir sufijos añadidos de caso, ej. haurrentzakoarekin 'con algo para niños' [niño-para. PLURAL.ART-ko-con. ART], euskarazkoentzat 'para las cosas en vasco' [vasco-INSTRUMENTAL-ko-para. PLURAL.ART], etc. Aunque es posible generar y entender (en un contexto razonable) tales formas complejas en la gramática vasca y ser perfectamente inteligibles a los hablantes, en la práctica el uso de construcciones muy complejas no es muy común.

#### Casos de lugar con adverbios
Los sufijos de caso de lugar se incorporan a los adverbios de lugar dando las siguientes (parcialmente irregulares) formas:
|          |                                                                        | Demostrativo | Demostrativo | Demostrativo | Interrogativo '¿dónde?' |
| 'aquí'   | 'ahí'                                                                  | 'allí'       |              |              | Interrogativo '¿dónde?' |
| Inesivo  | 'aquí, ahí, allí, ¿dónde?'                                             | hemen        | hor          | han          | non                     |
| Adlativo | '(a) aquí, ahí, allí, ¿a dónde?'                                       | hona         | horra        | hara         | nora                    |
| Ablativo | 'desde aquí/ahí/allí, ¿desde dónde?', 'por aquí/ahí/allí, ¿por dónde?' | hemendik     | hortik       | handik       | nondik                  |
| Genitivo | 'de aquí/ahí/allí, ¿de dónde?'                                         | hemengo      | horko        | hango        | nongo                   |

Muchos otros adverbios pueden ser adjetivados con -ko. Algunos pueden tomar otros sufijos de caso, particularmente el ablativo -tik/-dik, ej. atzotik 'desde ayer', urrundik 'desde lejos'.

### Postposiciones
Las postposiciones son elementos de suficiente entidad léxica y autonomía gramatical para ser tratadas como palabras (a diferencia de los sufijos) y que indican relaciones. Se llaman así porque siguen a la palabra cuya relación expresan (a diferencia de las preposiciones, que no existen en vasco). 
| La mayor parte de las postposiciones vascas requieren que el complemento tras el que están colocadas adopten una determinada forma de caso (se dice que rigen un cierto caso). Además las postposiciones pueden tomar uno (o varios) sufijos de caso. | - harriaren gainean 'sobre la piedra' [piedra-GENITIVO sobre-INESIVO = piedra-de sobre-en] - legearen arabera 'según la ley' [ley-GENITIVO norma-ADLATIVO = ley-de norma-a-la ] - euriari esker 'gracias a la lluvia' [lluvia-DATIVO gracia = lluvia-a-la gracia(s)] - diruari dagokionez 'en lo respecta al dinero' [dinero-DATIVO corresponde-MODAL] |

Las postposiciones vascas más típicas se construyen sobre estructuras nominales; por ejemplo, -aren gainean 'sobre (de)-' se basa en la palabra gain 'sobre'. Pero no todos los núcleos postposicionales consisten en sustantivos que pueden ser usados independientemente de las construcciones postposicionales. 
Una parte de las postposiciones que expresan relaciones espaciales (como gainean) tienen una raíz léxica cuyo comportamiento sintáctico es semejante al del sustantivo pero limitado a un abanico más estrecho de posibles patrones (en la gramática de algunas lenguas no-europeas tales elementos son llamados "sustantivos relacionales" o "relacionales". Algunos relacionales vascos son:
| - arte- 'entre' - atze- 'tras' - aurre- 'ante' - azpi- 'bajo' - barru- 'dentro' | - erdi- 'medio' - gain- 'sobre' - inguru- 'alrededor' - ondo- 'junto a' |

| Los relacionales vascos típicos pueden entrar en dos tipos de relación con el complemento precedente (al que rigen): (1) el complemento es un sintagma nominal en relación de genitivo posesivo, ej. | - mendiaren gainean 'sobre el monte' [monte-de (sing.) sobre] - mendien gainean 'sobre los montes' [monte-de (pl.) sobre] - mendi txiki honen gainean 'sobre este pequeño monte' [monte pequeño este-de sobre] - nire gainean 'sobre mí' [yo-de sobre] | |
| (2) el complemento es un sustantivo (no un compuesto) no sufijado que se une en una relación semejante al compuesto léxico, ej.                                                                      | - mendi gainean 'sobre el monte' [monte sobre] | |
| En estos ejemplos el relacional (por ejemplo gain-) toma el sufijo de caso inesivo singular (-(e) an), como en mendiaren gainean y en los siguientes ejemplos,                                       | - mahai (aren) azpian 'bajo la mesa' [mesa-de bajo-en] - etxe (aren) barruan 'dentro de la casa' [casa-de dentro-en] - begien erdian 'en medio de los ojos' [ojos-de medio-en]                                                                         | - mahai (aren) azpian 'bajo la mesa' [mesa-de bajo-en] - etxe (aren) barruan 'dentro de la casa' [casa-de dentro-en] - begien erdian 'en medio de los ojos' [ojos-de medio-en] |
| Pero otros sufijos de caso de lugar pueden aparecer en lugar del inesivo según el sentido o las convenciones del uso lo requieran, ej.                                                               | - etxe (aren) barrura 'a dentro de la casa' [casa-de dentro-a] - nire atzetik 'tras de mí' [yo-de detrás-por] - mendi (aren) gaineko gurutzea 'la cruz sobre el monte' [monte-de (perten.) sobre-de (locativo) cruz-la]                                | |
| Estos relacionales se usan a menudo en función adverbial sin complemento que los preceda (sin ser postposiciones) , ej.                                                                              | - barruan dago 'está dentro' [dentro-en está] - barrura doa 'va a dentro'[dentro-a va] - Aurrera! '¡Adelante!' [delante-a] - atzetik aurrera 'de atrás a delante' [detrás-desde delante-a]                                                             | |

Hay unos pocos relacionales, como kanpo- 'fuera', goi- 'arriba' y behe- 'abajo', que no pueden ser precedidos por un complemento como los descritos pero tienen un uso adverbial semejante a ellos, ej. Kanpora noa 'Voy afuera', Goian dago 'Está arriba', etc. El adlativo irregular de goi es gora '(hacia) arriba'.

### Comparación
Como en castellano, en euskera se forman los grados comparativo y superlativo de verbos y adverbios, pero con la adición de sufijos. En euskera hay tres grados morfológicos de comparación (se añade el excesivo), ej. de handi 'grande' podemos formar handiago 'más grande', handien (a) '(el) más grande' y handiegi 'demasiado grande':
| - COMPARATIVO: -ago 'más' - SUPERLATIVO: -en (a) '(el) más' - EXCESIVO: -egi 'demasiado' |

El adjetivo comparativo, superlativo o excesivo puede ser usado en las mismas estructuras sintácticas que el adjectivo en grado positivo (básico), ej. compárese mendi altuak 'montes altos' [monte alto. PLURAL.ART] y mendi altuagoak 'montes más altos' [monte alto-más. PLURAL.ART]. Pero el sustantivo precedente toma a menudo el sufijo partitivo -(r) ik, ej. mendi altuenak 'los montes más altos', mendirik altuenak 'los más altos de los montes'.
Ocasionalmente tales sufijos pueden ser añadidos a otras palabras, ej. de gora 'arriba' podemos formar gorago (gora + -ago), 'más arriba'. com en castellano, hay algunas formas irregulares de comparación , ej. on 'bueno' pero hobe 'mejor'. Otra manera de comparar se realiza con palabras separadas de significado comparativo, como hain handi 'tan grande'.
Se emplean palabras especiales para comparar cantidades (cuánto de algo), en particular: gehiago 'más', gehien (a) '(el/la/lo) más', gehiegi 'demasiado', que sigue al sustantivo cuantificado , ej. liburu gehiago 'más libros', gatz gehiegi 'demasiada sal'; y hainbeste 'tanto' que precede al sustantivo, e.g. hainbeste diru 'tanto dinero'. Nótese que al estar cuantificado el sustantivo va en número indeterminado. Todos éstos pueden ser usados también adverbialmente (comparando la cantidad en la que algo ocurre), ej. Ez pentsatu hainbeste! '¡No pienses tanto!'.
La comparación puede realizarse entre dos cosas. Las estructuras usadas en tales comparaciones en euskera son las que aparecen en los ejemplos siguientes; el orden de las palabras es el más común y considerado básico, aunque son posibles algunas variaciones.
|              | Cualitativo                           | Cualitativo                   | Cuantitativo                       | Cuantitativo             |
| Construcción | Significado                           | Construcción                  | Significado                        |                          |
| ------------ | ------------------------------------- | ----------------------------- | ---------------------------------- | ------------------------ |
| Comparativo  | COMPAR. MODELO baino                  | ADJ/ADV. que MODELO           | COMPAR. MODELO baino CALIFIC. -ago | más CALIFIC. que COMPAR. |
| Superlativo  | CAMPO-(e) ko SUST.-(r) ik SUPERLAT.-a | el más ADJ/ADV SUST. de CAMPO | CAMPO-(e) ko SUST.-(r) ik gehienak | el más SUST. de CAMPO    |
| Igualativo   | MODELO bezain ADJ/ADV                 | tan ADJ/ADV como MODELO       | MODELO adina SUST.                 | tan SUST. como MODELO    |

|             |              | Ejemplo                                       | Significado                                                |
| ----------- | ------------ | --------------------------------------------- | ---------------------------------------------------------- |
| Comparativo | Cualitativo  | Ingelesa euskara baino errazagoa da.          | 'El inglés es más fácil que el euskera.'                   |
| Comparativo | Cuantitativo | Zuk nik baino diru gehiago daukazu.           | 'Tú tienes más dinero que yo.'                             |
| Superlativo | Cualitativo  | Donostia Euskal Herriko hiririk politena da.  | 'San Sebastián es la ciudad más bonita del País Vasco.'    |
| Superlativo | Cuantitativo | Arabako lanposturik gehienak Gasteizen daude. | 'La mayor parte de los empleos de Álava están en Vitoria.' |
| Igualativo  | Cualitativo  | Arraina haragia bezain garestia da.           | 'El pescado es tan caro como la carne.'                    |
| Igualativo  | Cuantitativo | Zuk nik adina lagun dituzu.                   | 'Tú tienes tantos amigos como yo.'                         |

## El verbo
Aunque varias categorías verbales se expresan morfológicamente, predominan los tiempos conjugados por perífrasis verbal. Hasta tres elementos pueden estar indicados (en ocasiones) en una sola forma verbal (sujeto, objeto directo y objeto indirecto), y posteriores sufijos pueden dar una morfología aún más compleja. El verbo es también un área del lenguaje sujeto a gran variación dialectal. Dada la complejidad del asunto y su centralidad en la gramática vasca, debe ser objeto de un artículo separado en Wikipedia.

## Sintaxis

### Estructura de la información

#### El tópico y el comentario
El orden de las palabras en euskera está ampliamente determinado por las nociones de tópico y comentario, que deciden cómo se estructura la información en la frase. El tópico es aquello de lo que estamos hablando; el comentario es la información que damos respecto al tópico. Por tanto, en diferentes contextos la misma frase básica, enfocada en distintos aspectos, da lugar (en una lengua como el vasco) a diferentes formas gramaticales. El orden de las palabras en euskera entraña básicamente dos reglas, la "regla del tópico" y la "regla del comentario", como sigue:
- Regla del comentario: La información principal de la frase precede inmediatamente al verbo.
- Regla del tópico: Se enfatiza el tópico colocándolo al comienzo de la frase.

Compárese, por ejemplo:
| TXAKURREK hezurrak jaten dituzte. 'Los perros comen huesos.' [perro. PLURAL.ARTICULO. ERGATIVO hueso. PLURAL.ARTICULO comer. AUXILIAR IMPERFECTO] - Tópico: TXAKURREK 'perros' - Comentario: hezurrak 'huesos' - Verbo: jaten dituzte 'comen (los) (ellos)' | HEZURRAK txakurrek jaten dituzte. 'Los perros comen huesos,' 'Huesos es lo que comen los perros' . [hueso. PLURAL.ARTICULO perro. PLURAL.ARTICULO. ERGATIVO comer. AUXILIAR IMPERFECTO] - Tópico: HEZURRAK 'huesos' - Comentario: txakurrek 'perros' - Verbo: jaten dituzte ' comen (los) (ellos)' |

Se dice a menudo que el euskera es una lengua SOV, esto es Sujeto-Objeto-Verbo, pero como podemos ver el orden de los elementos en la frase no está rígidamente determinado por los "roles" gramaticales de sujeto y objeto, e intervienen otros criterios (como el "tópico" y el "comentario"). En euskera el orden SOV es más común y menos "marcado" que el orden OSV, aunque ambos son apropiados en diferentes contextos. Es decir, es más común y menos marcado (siendo el resto) para el sujeto ser tópico y para el objeto ser comentario, que al revés. Esto puede ser explicado por las cualidades intrínsecas de los conceptos "sujeto" y "objeto".

#### Comentario verbal
Cuando el comentario es un verbo, la "regla del comentario" debe ser modificada. En estos casos se utiliza el prefijo afirmativo ba- ; unido al verbo conjugado tiene el efecto de focalizar el comentario en el propio verbo (o en su afirmación, si se prefiere), de modo que lo que preceda al verbo (si hay algo) es secundario. Es decir, el uso de ba- modifica la "regla del comentario".
| Berak daki. [Él.ERGATIVO (lo)-sabe-(él)] 'Él sabe,' 'él' es alguien que sabe.' - Comentario: berak 'él' - Verbo: daki '(lo)-sabe-(él)' | Badaki. [ba-(lo)-sabe-(él)] 'Él sabe.' - Verbo/Comentario: (ba) daki '(lo)-sabe-(él)' | BERAK badaki. (o: Badaki BERAK.) 'Élsabe,' 'Él ya lo sabe.' - Tópico: BERAK 'él' - Verbo/Comentario: (ba) daki '(lo)-sabe-(él)' |

ba- (no confundir con el prefijo subordinado homófono 'si') se usa normalmente con formas verbales sintéticas, por tanto también Jon badator o Badator Jon 'Viene Jon' (como opuesto a Jon dator  'Jon viene'), Badu dirua (o en vasco occidental Badauka dirua) 'Tiene dinero'. En muchas variedades de euskera, sin embargo, el afirmativo ba- no se usa con tiempos o verbos compuestos.
Para enfatizar una forma verbal compuesta (o su afirmación) puede ser suficiente colocar el acento principal de la frase (que normalmente va en el comentario focalizado) en el primer componente de la expresión verbal compuesta. 
| Bérak ikusi du. 'Él lo ha visto,' 'Él es quien lo ha visto.' - Coment.: berak 'él' - Verbo: ikusi du 'visto (lo)-ha-(él)' | Ikúsi du. 'Lo ha visto, ya lo ha visto.' - Verbo/Coment.: ikusi du 'visto (lo)-ha-(él)' | BERAK ikúsi du. (o: Ikúsi du BERAK.) 'Él lo ha visto.' - Tópico: BERAK 'he' - Verbo/Coment.: ikusi du 'visto (lo)-ha-(él)' |

En los dialectos occidentales se usa un procedimiento alternativo para poner el énfasis en el verbo; se transforma en complemento del verbo egin 'hacer'.
(Berak) ikusi egin du.

#### Otras observaciones
Hay algunas excepciones a la regla general del comentario:
| Los comentarios largos pueden ser colocados detrás del verbo.                                 | Atzo ikusi nuen asto bat betaurrekoekin. 'Ayer vi un burro con gafas.'                                                                                             |
| Los verbos imperativos preceden a menudo a los otros constituyentes (excepto para el tópico). | - Ekarri hona bi botila ardo mesedez! 'Traiga aquí dos botellas de vino por favor!' - Bihar arratsaldean, zatoz nire etxera. 'Mañana por la tarde, ven a mi casa.' |
|                                                                                               | |

Un tópico puede ser llevado a un segundo plano (aunque permaneciendo como tópico) colocándolo al final de la frase en lugar de al principio, ej. Hezurrak jaten dituzte txakurrek, esto es 'comen huesos, los perros'; o también Ez dakit, nik 'No sé', donde nik es sin duda un tópico, porque si no lo fuera no se le mencionaría (sencillamente: Ez dakit).

#### Verbos en inicio de frase
| Un verbo auxiliar o conjugado sintéticamente no puede estar nunca a comienzo de frase amenos que: (1) esté precedido por ba-... | Badakit. 'Lo sé.'                                                 |
| (2) esté precedido por el negativo ez (ver más abajo)...                                                                        | Ez dauka dirurik. 'No tiene dinero.'                              |
| (3) sea imperativo (u optativo)...                                                                                              | - Zatoz hona! '¡Ven aquí!' - Datorrela bihar. 'Que venga mañana.' |
| (4) algunas frases subordinadas...                                                                                              | datorren astean 'la semana que viene'                             |
| Una forma verbal compuesta puede estar a comienzo de frase cuando se enfatiza:                                                  | - Ikusi (egin) du. 'Lo ha visto.' - Maite nau. 'Me ama.'          |

### Negación
| La negación se expresa con ez delante del verbo. | - Jon ez dator. (O: Ez dator Jon.) 'Jon no viene.' - Ez etorri! 'No vengas!' - Esan nion ez etortzeko. 'Le dije que no viniese.' |
| | |
| Hay una fuerte tendencia a que los constituyentes de la frase sigan al verbo en negativo, excepto cuando se enfatizan. | - Ez dauka dirurik. 'No tiene dinero.' [no (lo)-ha-(él) dinero-ARTÍCULO] - Dirurik ez dauka. 'No tiene dinero.' (aquí 'dinero' está enfatizado, o en segundo plano) |
| Los verbos compuestos se hacen negativos colocando ez delante del verbo auxiliar; los otros componentes se colocan detrás. | - Ez du ikusi. 'No lo ha visto.' [no AUXILIAR visto] (cf. Ikusi du. 'Lo ha visto.') - Johnek ez nau maite. 'John no me quiere.' [John. ERGATIVO no AUXILIAR amar] (cf. Johnek maite nau. 'John me ama.') |
| En esta construcción el componente verbal pospuesto puede separarse del verbo auxiliar y coclocar entre ambos el comentario focalizado (a menos que sea largo). | - Ez dut inor ikusi hemen. 'No he visto a nadie aquí.' [no AUXILIAR nadie visto aquí] - Berak ez du John maite. 'Ella no ama a John.' [ella. ERGATIVO no AUXILIAR John amar] - Ez dut irakurri liburu hori. 'No he leído ese libro.' [no AUXILIAR leído libro ese] |
| Un sujeto indefinido de un verbo intransitivo, o un objeto directo indefinido de un verbo transitivo, normalmente toma el artículo de polaridad negativa -(r) ik en lugar del normal -a, -ak en frases negativas (o de polaridad negativa).                                | - Ez dut dirurik ikusi hemen. 'No he visto dinero aquí.' [no AUXILIAR dinero-ik visto aquí] - Ez dago urik. 'No hay agua.' [no hay agua-ik] - Badago urik? '¿Hay agua?' [ba-hay agua-ik] |
| No hay verdaderos pronombres o adverbios negativos como tales. Tales palabras pueden ser combinadas con ez (o gabe 'sin', que tiene intrínsecamente significado negativo). Algunos hablantes aceptan el uso de palabras aisladas de polaridad negativa (con ez implícito). | - Ez dut inor ikusi hemen. 'No he visto a nadie aquí.' [no AUXILIAR nadie visto aquí] - Ez dut ezer nahi. 'No quiero nada.' [no lo-he-yo nada querer] - Ez dago inon. 'No está en ninguna parte.' [no está en-ningún-sitio] - Ba al dago inor? '¿Hay alguien?' [ba INTERROGATIVO hay alguien] - Inor (ez)! 'Nadie!' [alguien (no)] - Ezer gabe etorri da. 'Ha venido sin nada.' [nada sin venido AUXILIAR] |

### Interrogación
| - nor 'quién' - zer 'qué' - zein 'cual' - zenbat 'cuánto' | - non 'dónde' - noiz 'cuando' - nola 'cómo' - zergatik 'por qué' |

| En euskera (como en otras lenguas) la palabra interrogativa va al comienzo de la frase interrogativa.               | - Zer da hau? '¿Qué es esto?' - Nora zoaz? '¿A dónde vas?' - Nora joango zara? '¿A dónde vas a ir?' - Non bizi da zure laguna? '¿Dónde vive tu amigo?' - Zenbat etxetan bizi izan zara zure bizitzan? '¿En cuántas casas has vivido en tu vida?' |
| Aunque el interrogativo va al principio, es bastante común en vasco que aquello que se quiere enfatizar le preceda. | - Hau zer da? '¿Esto qué es?' - Eta zure laguna non bizi da? 'Y tu amigo, ¿dónde vive?' - Zure bizitzan zenbat etxetan bizi izan zara? 'En tu vida, en cuántas casa has vivido?'                                                                 |